# Protestas en el Extremo Oriente ruso de 2022
Las protestas en el Extremo Oriente ruso se desarrolló a medianos de 2022 como reacción contraria a la movilización militar ordenada por el Gobierno ruso, las manifestaciones en su mayoría eran realizadas por mujeres. El ex presidente de Mongolia, Tsajiaguiin Elbegdorzh, protestó contra el uso de "los buriatos mongoles, tuvanos mongoles y calmucos mongoles" como carne de cañón. Elbegdorzh invitó a los mongoles rusos a Mongolia. Los tuvanos pertenecen a los pueblos túrquicos pero también son considerado en Mongolia como uno de los pueblos Uriankhai.

## Protestas

### Sajá
Las mujeres protestaron en la plaza Ordzhonikidze, en Yakutsk. Algunos ancianos fueron reclutados por error.

### Buriatia
Pequeños grupos protestaron en Ulán-Udé bajo carteles escritos a mano “¡No a la guerra! ¡Sin movilización!”. y “Nuestros esposos, padres y hermanos no quieren matar a otros esposos y padres”. La Fundación Buriatia Libre recoge los pedidos de ayuda de las familias de los hombres movilizados. Alexandra Garmazhapova, presidenta de la fundación, algunas personas locales intentan ir a Mongolia.
Se provocaron dos incendios en Salavat.

### Krai de Zabaikalie
Marina Salomatova, miembro de la “Solidaridad Civil Transbaikal”, ha sido arrestada en Chitá, Krai de Zabaikalie.

### Tuvá
Las mujeres protestaron contra la movilización en Kizil, 20 de ellas fueron arrestadas.